# 알래스카 항공태스크포스
알래스카 항공태스크포스(영어: U.S. Army Alaska Aviation Task Force영어: USARAK Aviation Task Force (UATF))는 알래스카주 포트 리처드슨에 본부를 두고 미국 알래스카 육군을 지원하는 미국 육군 항공분과의 태스크포스였다.

## 역사
2006년 2월, 알래스카 육군의 항공대인 태스크포스 49가 창설되었다. 하와이주의 제25보병사단의 제25전투항공여단의 제209항공지원대대의 일부를 차출받았다. 
2007년 11월, 중(中)형 전투항공여단으로 재편성되고, 같은 달부터 이라크 자유작전에 참전하였다. 2010년 2월까지 종군하였고, 그동안 12개월동안 바그다드 국제공항에서 이라크 다국적군단(MNC-I)의 전투항공여단 역할을 맡았다.
2011년 8월, 태스크포스 49가 해산하였다. 태스크포스 49의 대원들은 같은 날에 창설된 제16전투항공여단으로 인사 이동되었고, 부대는 곧이어 워싱턴주 포트 루이스로 옮겨갔다. 그리고 알래스카 육군을 지원할 육군 항공부대를 다시 편성하기 위해 제52항공연대 1대대와 제17기병연대 6전대를 예하부대로 한 알래스카 항공태스크포스가 창설되었다.
2018년에 해체되었다.

## 전투 서열

### 태스크포스 49: 창설 당시
- 본부 및 본부중대
- 제52항공연대, 1대대 (종합지원)
- 제17기병연대, 6전대
- 제123항공연대, D중대 (UH-60)
- 제123항공연대, C중대 (항공지원)
- 제209항공정비분견대

### 알래스카 항공태스크포스
- 제52항공연대, 1대대 (종합지원)
- 제25항공연대, 1대대 (공격/정찰)
- 제25항공연대, D 중대 (MQ-1C 그레이 이글)
- 제209항공지원대대, 제343항공정비중대
- 제209항공지원대대, B 분견대

## 기록

### 소속
- 미국 알래스카 육군

### 계보
- 2006년 2월, Task Force 49
→태스크포스 49
- 2011년 8월, U.S. Army Alaska Aviation Task Force
→미국 육군 알래스카 항공태스크포스

## 참고
1. ↑  South, Todd (2024년 8월 14일). “Army stands up Arctic aviation command” (영어). ArmyTimes. 2024년 8월 22일에 확인함.

- “Aviation Task Force”. 《globalsecurity.org》 (영어). 2023년 7월 23일에 확인함.
- “USARAK Aviation Task Force” (영어). 2017년 2월 2일. 2023년 7월 23일에 확인함.
- “UATF History” (영어). 2017년 2월 2일. 2023년 7월 23일에 확인함.